# Afar (volk)
De Afars zijn een volk dat voornamelijk woont in de Danakilwoestijn in de regio Afar in de landen Eritrea, Ethiopië en Djibouti. 

Kaart van het Afargebied in Ethiopië

Soms worden ze ook Danakils genoemd, een naam die specifiek verwijst naar de noordelijke Afars. De zuidelijke Afars worden vaak "Adals" (Adalieten, Engels/Frans: Adalites, waren de inwoners van het voormalige sultanaat Adal) genoemd. De taal die de meesten spreken, is het Afar, een Oost-Koesjitische taal.

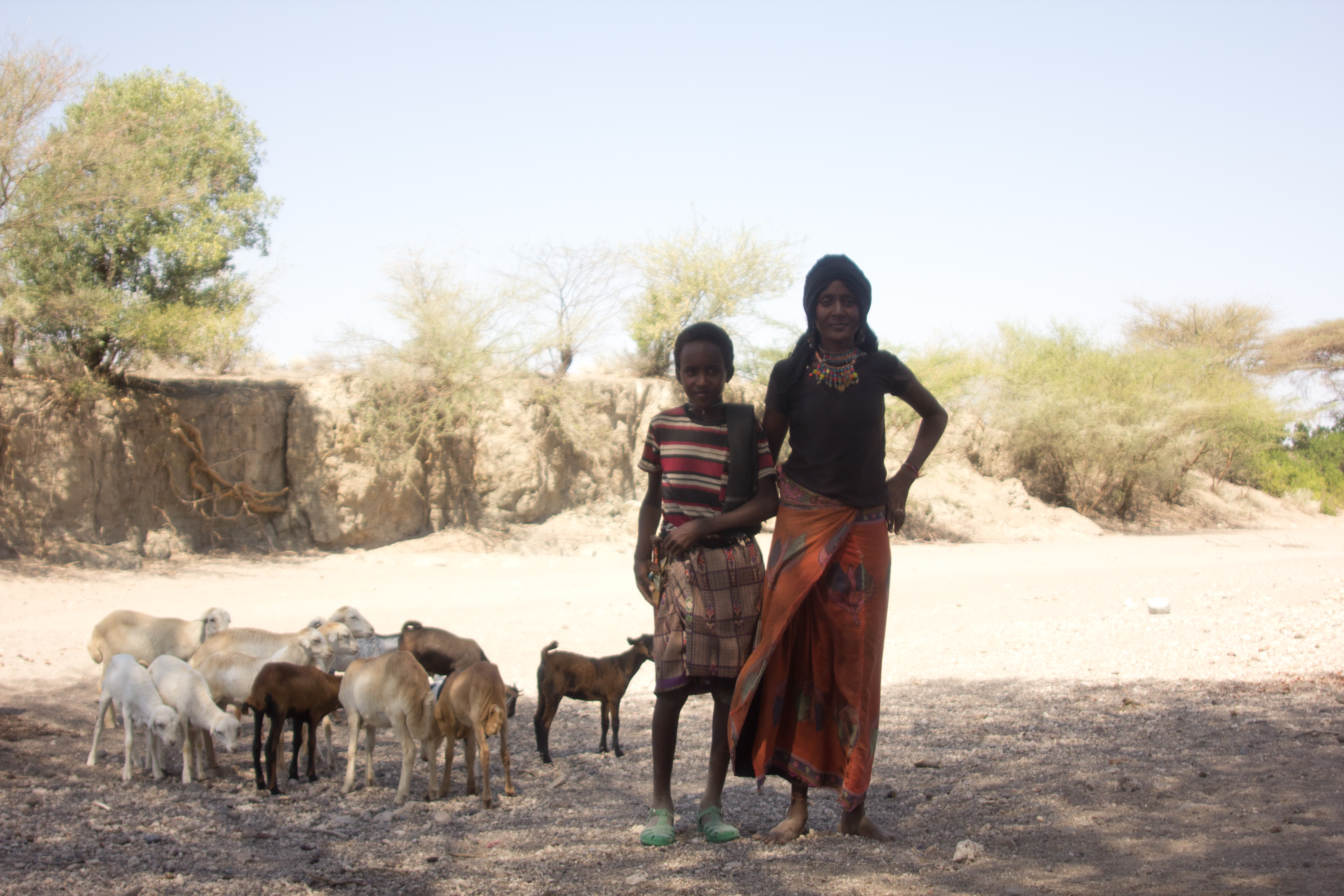
Afar moeder en zoon bij een kudde geiten